# LINE
LINE，是由韓國Naver集團開發的即時通訊平台，於2011年6月發表。使用者之間可以透過網際網路在不額外增加費用情況下，與其他使用者傳送訊息及觀看直播，並可透過LINE使用購物、行動支付、計程車、旅遊資訊及取得新聞等功能。
LINE服務性質相當於傳統電信商提供的多媒體短訊、簡訊，也等於電子郵件通話等服務或即時通訊之演進，並進一步演化爲整合各項生活機能的平台。

## 歷史
2011年6月，韓國Naver集團創辦人李海珍在韓國開發並推出即時通訊軟體LINE，而其「讀取回條」功能，也是針對災難發生時，能第一時間確認人員安全而設計的。
2012年2月，首次於臺灣推出，並以桂綸鎂為代言人。同年3月，推出Windows及Macintosh版本，12月，發佈「LINE」的中文版本「連我」，並首次於中国大陸推出。
2013年4月1日，NHN Japan公司更名為，隨著韓國母公司NHN改組，LINE業務納入為Naver Corporation旗下的子公司。5月16日，成立臺灣分公司「韓商連加股份有限公司」（LINE Taiwan，後來成立臺灣連線股份有限公司，原連加股份有限公司撤銷登記）。5月10日，蘋果公司要求在其服務「App Store」中上架的軟體須遵守其分潤規範，因此LINE於5月10日結束iOS版的向好友贈送付費貼圖、購買贈送貼圖專用的代幣的功能，但Android系統使用者仍可繼續使用該功能。10月1日，LINE Web Store服務在臺灣上推出。
2018年，東京地下鐵聯同大日本印刷及通訊應用程式Line聯手推出讓座配對服務應用程式，名為 「& HAND」，目標協助孕婦、長者、行動不便或視聽障者等有需要人士，在列車中找到「有心人」讓座。
2021年3月1日，根據日本經濟新聞報導，韓國Naver與日本SoftBank合併旗下日本事業，包括LINE公司及Yahoo! Japan，將LINE株式會社吸收合併入新成立的Z控股公司。Naver與SoftBank決議在2020年成立合資新公司，以共同持有Z控股公司的最大股份，根據協議，Naver將正式進入Yahoo! Japan事業，同時保留對LINE的控制權。
2023年10月1日，LINE、Yahoo! Japan、Z Holdings、Z Entertainment、Z Data合併為LY Corporation。

## 市佔
截至2022年11月，LINE主要市場為台灣、日本、泰國、印尼，每月活躍使用者有1億9千4百萬人。根據統計網站Statista，2021年LINE於日本的滲透率達92.5%。
| 主要市場 | 每月活躍使用者 | 市佔率 |
| -------- | -------------- | ------ |
| 日本     | 9千3百萬       | 70%    |
| 台灣     | 2千2百萬       | 90%    |
| 泰國     | 5千3百萬       | 80%    |
| 印尼     | 8百萬          | -      |

## 平台可用版本
| 平台               | 可用最新版 |
| ------------------ | ---------- |
| iOS 16+            | Line最新版 |
| iOS 15.0~15.8.2    | 14.6.3     |
| iOS 14.0~14.8.1    | 13.5.1     |
| iOS 13.0~13.7      | 12.4.0     |
| iOS 12~12.5.7      | 11.17.0    |
| iOS 11以下         | 無法使用   |
| Android 9+         | Line最新版 |
| Android 8.0～8.1   | 14.4.0     |
| Android 7.0～7.1.2 | 12.18.0    |
| Android 6.0～6.01  | 11.15.0    |
| Android 5.1以下    | 無法使用   |

## LINE部分版本BUG
Android LINE版本10.12.1(裝置儲存空間即將用盡有機率發生)
- 一開程式即閃退

Android LINE版本11.11.1~11.12.1(僅限部分機型)
- 字體突然放至最大。

Android LINE版本12.2.1~12.8.0(僅限部分機型)
- 套用非Line預設語言，主頁面「貼圖小舖」、「主題小舖」、「社群」選項有時可能不被翻譯。

Android LINE版本12.5.0與12.5.1
- 無法正常顯示聊天室列表。

Android LINE版本12.5.2~12.7.1(僅限部分機型)
- 套用非Line預設語言，彈出於畫面之通知，「您有新訊息」字樣不會被翻譯。

Android LINE版本12.7.1~12.8.0(僅限部分機型)
- 公告訊息無法被關閉。
- 電話有時無法被接起。
- 對方已取消撥打通話，狀態列仍顯示正在來電的通知(無法被接起，通知也需開啟到撥打方聊天頁面才可消除)。

iOS LINE版本11.8.0
- 傳訊息及某貼圖，之後傳其他訊息會自動再傳同樣貼圖。

- 文字訊息送出變成貼圖。

iOS作業系統14.1之前版本
- 於iPhone裝置使用LINE時，可能發生無法正常傳送圖片的現象。

## 衍生產品

### LINE Pay
- LINE Pay是一款在LINE所使用的電子付款方式。在台灣使用者必須先綁定信用卡，就能購買LINE Pay上所合作的商家商品或服務。LINE與中國信託銀行合作推出了LINE Pay信用卡及金融卡，2018年9月3日，與一卡通合作，推出「LINE Pay 一卡通帳戶」結合第三方支付功能。在日本則推出了由VISA發行的LINE Pay Prepaid Card。在泰國，LINE Pay 與提供大眾運輸系統及離線電子支付的Rabbit Card發行公司，BSS金控集團合作提供Rabbit LINE Pay服務 。

### LINE TODAY
LINE TODAY是LINE營運的新聞聚合器。

### LINE VOOM
前身為LINE貼文串，在2021年第四季進行改版，功能類似FB、IG的動態時報社群媒體功能，可上傳短影音、影片、圖文等。

### LINE社群
匿名性的多人群組，可指定管理員，最大人數上限為5,000。

### 電信
LINE Mobile 是LINE提供的電信服務，提供消費者通話及行動網路服務。在日本為LINEMO，泰國為DTAC TriNet合作提供服務。
曾經與遠傳電信合作三年，於2018年4月24日起提供在臺灣LINE Mobile電信資費方案服務，後於2021年4月19日併入遠傳電信。
2023年4月18日改與中華電信合作推出「LINE MOBILE 5G 服務」。

### LINE購物
- LINE購物購物網站平台。

### LINE旅遊
- LINE旅遊（LINE Travel）是一個LINE提供的旅遊平台。

### LINE 發票管家
LINE 發票管家是 LINE 推出的發票管理工具，連結財政部的雲端發票資料庫，就可以在 LINE 發票管家中檢視自己的雲端發票內容，甚至每一期還可以幫你自動對獎，並透過 LINE 通知你是否中獎。

### LINE BITMAX
LINE的加密貨幣服務。

### LINE 禮物

#### OFFLINE 上班族
又稱《LINE 在一起》（LINE OFFLINE サラリーマン），是从2013年1月7日开始在日本東京電視台播放的5分鐘泡麵番短片動畫。描述了各个登场人物在公司中的日常生活。

#### LINE TOWN 麻吉樂園
《LINE TOWN 麻吉樂園》是从2013年4月开始在日本TX Network播放的動畫劇集，和《LINE OFFLINE 上班族》是不同的動畫公司，但人物設定一致。前作為上班族动画，而本作為儿童动画。

### LINE FRIENDS
LINE FRIENDS是LINE的官方貼圖人物。因為很多廠商選擇和LINE家族合作打廣告，吸金超多而被戲稱為「亞洲搶錢天團」。
LINE Friends爲LINE吉祥物，在日本有以LINE Friends为主题的“LINE”连载动画与漫画期刊在日本播映或出版，在全球各地設有LINE Store販賣LINE Friends相關周邊商品。

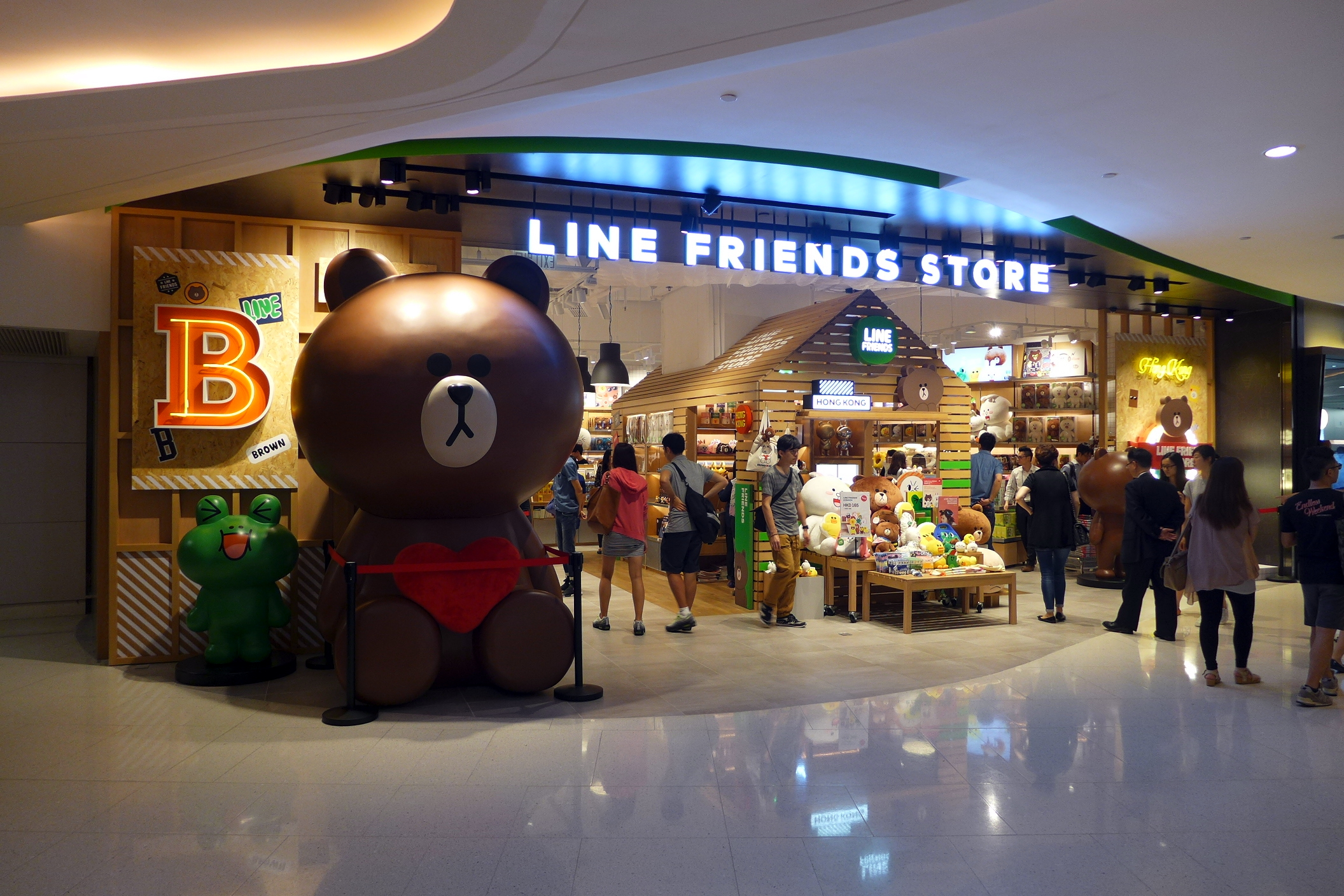
香港希慎廣場LINE Friend Store

### LINE DOCTOR
遠距醫療服務。進行從醫院預約到線上支付，開立處方等各種操作。

### LINE Healthcare
線上醫療諮詢。

### LINE Out
已終止。

### LINE LIVE（日语：LINE LIVE）
已終止。

### LINE BLOG
已終止。

### 漫画

#### LINE OFFLINE 從我的圖鑑
于《週刊YOUNG JUMP》（集英社）2013年5・6合併号开始連載。作者是金田一蓮十郎领导的小组「Team.きんだいち」。

#### Character Times
于《週刊少年Sunday》（小学館）从2013年6号連載至2016年30号。作者是萬屋不死身之介。

### 遊戲
LINE也有發行遊戲，有些遊戲包含LINE的人物。《遊戲旁顯示「提供者」的遊戲，並不是LINE發行，而是合作發行》

#### 2012年
- LINE POP

#### 2013年
- LINE Rangers 銀河特攻隊
- LINE Disney Tsum Tsum
- LINE 釣魚大師
- LINE Pokopang（波兔村保衛戰）
- LINE Bubble!
- LINE Play
- LINE Puzzle Bobble（泡泡龍）
- LINE HIDDEN CATCH
- LINE WIND runner
- LINE I Love Coffee
- LINE DOZER 推幣遊戲

#### 2014年
- LINE跑跑薑餅人（Cookie Run）
- LINE旅遊大亨（Everybody's Marble）
- LINE 戰神黎明 【提供者：efun遊戲平台1】
- LINE 混沌世界 【提供者：Okgame行動遊戲平台】
- LINE 騎馬打仗 【提供者：Game Dreamer Limited】
- LINE Rangers（銀河特攻隊）
- LINE STAGE（節奏擂台）
- LINE Puzzle Tan Tan（熊貓連連看）
- LINE POP 2
- LINE TRIO
- LINE Party Run
- LINE Pokopoko（決戰波兔森林）
- LINE Ninja Strikers

#### 2015年
- LINE TOUCH 舞力全開
- LINE 鬥陣英雄
- LINE 贏政 【提供者：efun遊戲平台1】
- LINE 仙書紀 【提供者：Auer Media & Entertainment】
- LINE 猛擊三國
- LINE 太極熊貓 【提供者：摩利】
- LINE 一起打棒球 【提供者：9Splay Entertainment Technology Co., LTD.】
- LINE 新魔導英雄傳 【提供者：USERJOY】
- LINE ONE PIECE 秘寶尋航
- LINE 烏法魯傳奇（WOOPAROO SAGA）
- LINE Bubble 2

#### 2016年
- LINE 熊大農場（BROWN Farm）

#### 2018年
- LINE 熊大王國

#### 2019年
- LINE 熊大上菜（LINE CHEF）
- LINE 熊大物語（LINE BROWN STORIES）
- Line 哆啦A夢樂園

#### 未分類
- LINE 征服者
- LINE Q卡西遊
- LINE Dream Garden（夢幻劇場）
- LINE FairyWoods Patisserie（樹林中的蛋糕店）

## 其他 Apps
《應用程式旁顯示「提供者」的應用程式，並不是LINE發行，而是合作發行》
群組通話App：
- Popcorn Buzz

商業交流App：
- LINE@App（LINEat）

匿名社群App：
- LINE PLAY

即時討論App：
- LINE Q（中文版已於 2017年5月31日 終止服務）

影音App：
- LINE TV
- LINE Webtoon 每日漫畫【提供者：NAVER Corp.】

自創貼圖App：
- ycon

電子賀卡App：
- LINE Card

影像處理App：
- LINE Camera（原 aillis）
- B612
- LINE 極短片
- SNOW

繪圖App：
- LINE Brush

影像分享App：
- pick
- LINE Toss

個人化介面App：
- LINE DECO【提供者：LINE & Camp Mobile】

地圖App：
- LINE Maps

防毒App：
- LINE Antivirus

工具App：
- LINE Tools

## 商店

### LINE Friends Store
2015年1月，為更加提升角色品牌價值，成立獨立事業LINE FRIENDS國際卡通形象品牌公司，隸屬於NAVER旗下子公司。

### LINE Store
提供LINE相關軟體的數位虛擬商品的購物平台，LINE相關遊戲內購買虛擬貨物，及LINE通訊軟體的貼圖。

## 爭議

### 中國封鎖事件
2014年7月1日晚間起，中國的用戶突然無法連接伺服器，官方網站亦無法直接存取，但有網民表示翻牆後可以使用。LINE翌日透過其官方微博表示，「現在LINE中國用戶出現了存取障礙，我們正在盡最大努力修復該問題。」報導指LINE已被防火長城封鎖。
韓國未來創造科學部稱，中華人民共和國政府向南韓官員表示，有證據顯示LINE、KakaoTalk等即時通訊軟體已成為恐怖組織「策劃、煽動恐怖襲擊」的工具，因此被中國政府封鎖。
LINE隨後對Android及電腦客戶端作出幾次技術調整（版本升級），期间短时间可不翻墙访问，随后再次被封锁。但是中国以外手机号用户不受影响。

### 台灣詐騙與廣告入侵
據台灣蘋果日報報導，一些詐騙集團暨非法集團利用此通訊軟體對台灣用戶進行滲透與詐騙行為。

### 俄羅斯封鎖事件
2017年4月28日，俄罗斯联邦通信、信息技术和大众传媒监督局将包括LINE在内的一些电信服务列入禁止名单。电信公司似乎在5月份采取了措施，逐步阻止使用智能手机访问LINE和其他服务。俄罗斯互联网监管法规定，社交网络运营商有义务在国内存储其俄罗斯客户的个人信息，并在当局要求时提交这些信息；据信，LINE已被发现违反了这一规定。据报道，除了LINE之外，BBM、Imo.im和Vchat也被新加入被禁服务的名单。2017年5月3日，LINE服務器被俄羅斯政府封鎖，随后俄羅斯用戶開始遇到無法連接伺服器問題。俄羅斯地区以外手机号用户不受影响。

### 中國工程師查看個資
2021年3月17日，NHK報導，2018年起，中國工程師可查看日本國內伺服器上保存的LINE用戶個資，包括姓名、電話號碼、電子郵件、通訊內容與照片等。LINE日本母公司Z控股表示，至少有4名中國工程師曾查看LINE用戶個資共32次，目前尚未確認有個資遭到濫用。

### 敏感詞审查
在中國的使用者，依據中華人民共和國法令規定，需存在敏感詞審查，會自動下載敏感詞庫，當輸入特定詞句將會彈出「你發送的消息包含敏感詞，請調整後再發」的提示。LINE公司表示，在中國以外的用戶則不會下載到敏感詞庫，也不會經過任何審查程序，LINE公司絕對確保其他地區使用者的隱私權益。但相關系統亦整合於所有版本。
2016年，LINE推出了訊息加密功能 （Letter Sealing），採用 E2EE 方式，除了聯絡的雙方以外，第三者包含 LINE 營運方都無法讀取相關訊息，也避免了監聽等行為。

### 交易資料外洩
檔案日期範圍2020年12月26日到2021年4月2日，日本用戶之資料為5萬1543件、台灣與泰國用戶之資料為8萬1941件，內容包含LINE Pay用戶識別碼、商店編號、行銷活動資訊，資料外洩是由於員工將檔案上傳到GitHub網站，2021年9月12日到2021年11月24日任何人可皆可查看該資料。

### LINE VOOM封鎖中國
2023年9月7日起，LINE官方宣布，将不再中国提供LINE VOOM服務。

### 2023資料外洩事件
2023年10月9日，Line總部資料外洩，肇因為所使用韓國雲端公司Naver Cloud遭駭，Line總部和Naver身分驗證系統共用，以至於駭客可存取Line的系統，資料外洩已知44萬筆以上，Line使用者資料302,569筆、業務合作夥伴資料86,105筆、員工及其他人士51,353筆。
2024年3月5日，日本總務省進行行政指導要求強化安全性，且內部電腦架構需與Naver Cloud分離，總務省指出此次事件與Naver持有Line總部50%股權關系對此次問題有影響，總務省罕見地要求公司審視其經營體制，包括目前的股權關系，並要求與Naver共同出資SoftBank財團進行必要的交涉，Line總部表示所有措施需至2026年12月才能完成。高市早苗、小林鷹之新（現任、前任經濟安全保障大臣）表態因安全問題不使用Line軟體。
2024年4月16日，總務省再次進行行政指導，非常罕見地於僅一個多月內兩次發布行政指導意見，認為Line總部2024年4月1日宣布的預防措施依舊不完善，並表示該公司沒有提出具提的措施，據悉韓國Naver方面對於LY Corporation資本股份結構意見為反對，在報告當中也未見對此部分具提表示，最後總務省要求該公司在2024年7月1日前再次提交報告說明需要加強的具體措施。SoftBank正協商從Naver手上持股買下一定比例的股份，對此韓國外交部表示不該歧視韓國企業，有韓國媒體視為日本此舉為向韓國敵視。

## 彩蛋
LINE在每年兩個固定節日中會有彩蛋出現。每年4月時在聊天室介面內會有櫻花飄散的特效；而每年12月25日耶誕節時則能在聊天室內看到雪花飄散的景象。

## 外部連結
- 官方网站
- YouTube上的LINE Global頻道
- LINE的Facebook專頁